# Eric van Ingen
Jonkheer Eric Inayat Eduard van Ingen (Arnhem, 27 oktober 1921 - Den Haag, 20 juli 2000) was een Nederlands acteur en toneelregisseur.

## Levensloop
Van 1938 tot 1941 studeerde hij aan de toneelschool in Amsterdam. Vervolgens werd hij aangenomen bij het Residentie Toneel, waar hij bleef tot 1947, afgezien van een onderduikperiode tijdens de Duitse bezetting. Daarna maakte hij deel uit van Het Vrije Toneel, het Rotterdams Toneel en toneelgroep Puck. Inmiddels was hij ook regisseur geworden. Bij Puck zat hij vanaf 1958 in de artistieke leiding. Vanaf 1961 was hij jarenlang verbonden aan de Haagse Comedie en ook korte tijd aan het Nieuw Rotterdams Toneel.
Tot de rollen waardoor hij bekend werd, behoren de titelrol in De vrek van Molière, Aegus in Medea van Euripides en diverse Shakespearerollen, zoals Oberon in Een Midzomernachtdroom, Cassius in Julius Caesar en Prospero in De Storm. Laatstgenoemde rol was in 1986 ook zijn afscheidsvoorstelling in de Haagse Koninklijke Schouwburg. Daarna speelde hij nog enkele rollen bij Toneelgroep De Appel en de Hollandse Comedie.
Van Ingen kreeg tweemaal de Arlecchino voor de beste mannelijke bijrol: in 1975 in Goldoni's De Venetiaanse tweeling en in 1984 in Phèdre van Racine.
Eric van Ingen was ook op de televisie te zien. In 1972 speelde hij in drie afleveringen van Herenleed. In de latere jaren van zijn loopbaan verwierf hij bekendheid door zijn rol als Paul van der Voort in de ziekenhuisserie Medisch Centrum West.

## Overlijden
Van Ingen was gehuwd met de actrice Marianne van Waveren (1923-2007). Zij hadden samen een zoon, die in 1979 op 18-jarige leeftijd overleed. Hiermee was Eric van Ingen de laatste telg van het adellijke geslacht Van Ingen, dat met zijn overlijden in 2000 uitstierf.
Na een periode van ziekte is hij overleden in zijn woonplaats Den Haag en begraven op Westduin.

## Rollen
Televisieseries
- Zeg 'ns Aaa - Prof. Kooistra
- Mensen zoals jij en ik (afl. de Toneelspeler) (1981)
- Medisch Centrum West - Paul van der Voort (1988-1991, 1994)
- M'n dochter en ik - Leonard Brokken (1996)

Film
- Wat zien ik (1971) - Klant
- Taran en de Toverketel (1985) - Koning der Elfen (Stem)

Toneel
- Midzomernachtsdroom - Oberon
- Julius Caesar - Cassius
- Medea - Aegus